# Apotomops
Apotomops là một chi bướm đêm thuộc họ Tortricidae.

## Các loài
- Apotomops boliviana  Brown & Razowski, 2003
- Apotomops carchicola  Razowski & Becker, 2000
- Apotomops sololana  Razowski, 1999
- Apotomops spomotopa  Brown & Razowski, 2003
- Apotomops texasana  Blanchard & Knudson, 1984
- Apotomops wellingtoniana  Kearfott, 1907